# Grau maçònic
En Francmaçoneria, un Grau, o Graó és conferit a un francmaçó per membres de la seva Lògia que el posseeixen ells mateixos.
Més que la marca d'una qualitat que seria guanyada pel que la rep, la recepció d'un Grau s'acompanya sempre de nous deures envers els altres i envers ell mateix. Qui el rep també rep nous temes de meditació, a través de símbols (objectes, colors, nombres ...) i mites nous per a ell.

## Distinció entre «grau» i «graó»
Encara que els dos termes siguin molt sovint confosos, fins i tot en els mitjans maçònics, no haurien de tindre idealment el mateix ús:
- El Grau és conferit a un membre.
- El Graó designa el nivell en el qual treballa el taller d'un moment donat.

Així per exemple, a una lògia que treballarà per al primer Graó, s'hi trobaran aprenents, companys i mestres maçons, titulars del tercer Grau. Per contra, quan aquesta mateixa lògia treballarà per al tercer graó, només els membres titulars del tercer Grau hi podran entrar.

## Els 3 Graus simbòlics
Les primeres lògies maçòniques no coneixien més que dos graons: Aprenent (Entered Apprentice) i Company (Fellow Craft). El tercer graó va aparèixer en els anys 1730. El seu origen encara és mal conegut.
Aquests tres primers Graons són també anomenats graus simbòlics i són practicats a les lògies simbòliques, de vegades també anomenades en francès «lògies blaves» en referència a l'ús freqüent d'aquest color en la decoració d'aquest tipus de lògia.
Més generalment, es designa el conjunt d'aquesta francmaçoneria fonamental de «Craft Masonry» en anglès i de « Maçonnerie bleue» en francès.
La independència d'aquesta francmaçoneria fonamental dels graus facultatius següents és considerada com una de les condicions essencials de la regularitat maçònica per la majoria de les obediències maçòniques del món.

## Alts Graus
- Articles principals: Alts graus maçònics i Ritu maçònic.

En el segon terç del segle xviii, en principi a França després a Alemanya, van aparèixer nombrosos nous graus, anomenats «hauts grades» en francès i «side degrees» en anglès. Aquests graus, generalment considerats com complements del grau de Mestre, van ser reorganitzats en el darrer terç del mateix segle en sistemes coherents denominats ritus maçònics, i que afegeix als tres graons fonamentals diversos graons suplementaris, per arribar a un nombre total variable segons els ritus:
- Ritu francès: 7 graons.
- Ritu escocès antic i acceptat: 33 graons.
- Ritu escocès rectificat: 6 graons.[1]
- Ritu de Memphis Mizraim: 33, 90 o 99 graons.

En aquests ritus, els graus addicionals són més sovint administrats per organismes independents dels que administren els graus simbòlics. Així, en el ritu escocès antic i acceptat, els tres graons simbòlics són habitualment administrats per una «Gran Lògia», independent del «Consell Suprem» que administra els graus del 4t al 33è. En la francmaçoneria americana, aquesta independència és tan gran que el Ritu escocès antic i acceptat o el Ritu escocès rectificat no hi són practicats, tret d'excepcions força rares, a partir del 4t graó.
El grau d'independència entre aquestes dues menes d'organismes, variable segons les obediències, les èpoques, els ritus i els països, és sovint esmentat en les controvèrsies sobre la regularitat maçònica.

## «Side degrees»
Les francmaçoneries angleses i americanes (reagrupades de vegades abusivament a Europa continental sota la denominació de «francmaçoneria anglo-saxone») també practiquen els graus addicionals:

### Al Regne Unit
Al Regne Unit, on el Ritu emulació hi domina, els graons de la «Marca» i de l'«Arc Reial» tenen un estatut particular. Així la maçoneria de la Marca és un complement del grau de Company a Escòcia.

### A l'Amèrica del Nord
- Article principal: Masonic bodies.

A l'Amèrica del Nord, i particularment a la Francmaçoneria dels Estats Units, que practica principalment el Ritu de York, els nombrosos «side degrees» són molt més independents encara de la francmaçoneria simbòlica. Són administrats per múltiples organismes independents uns dels altres denominats «Appendant Bodies» i «Allied Masonic Organizations». Aquests graons i els organismes que els administren són per a la majoria exclusivament americans i gairebé desconeguts fora dels Estats Units, amb l'excepció notable de l'Ancient Arabic Order of the Nobles of the Mystic Shrine (els Shriners). Entre aquests múltiples organismes, tres estan de manera més estreta vinculats al ritu de York:
- General Grand Chapter: 4 graons suplementaris (Mark Master, Past Master, Most Excellent Master, Royal Arch).
- General Grand Council: 3 graons suplementaris (Royal Master, Select master, Super Excellent Master).
- Chivalric Orders: 3 graons suplementaris (Illustrious Order of the Red Cross, Order of Malta, Order of the Temple).